# Kerenzen-Mühlehorn

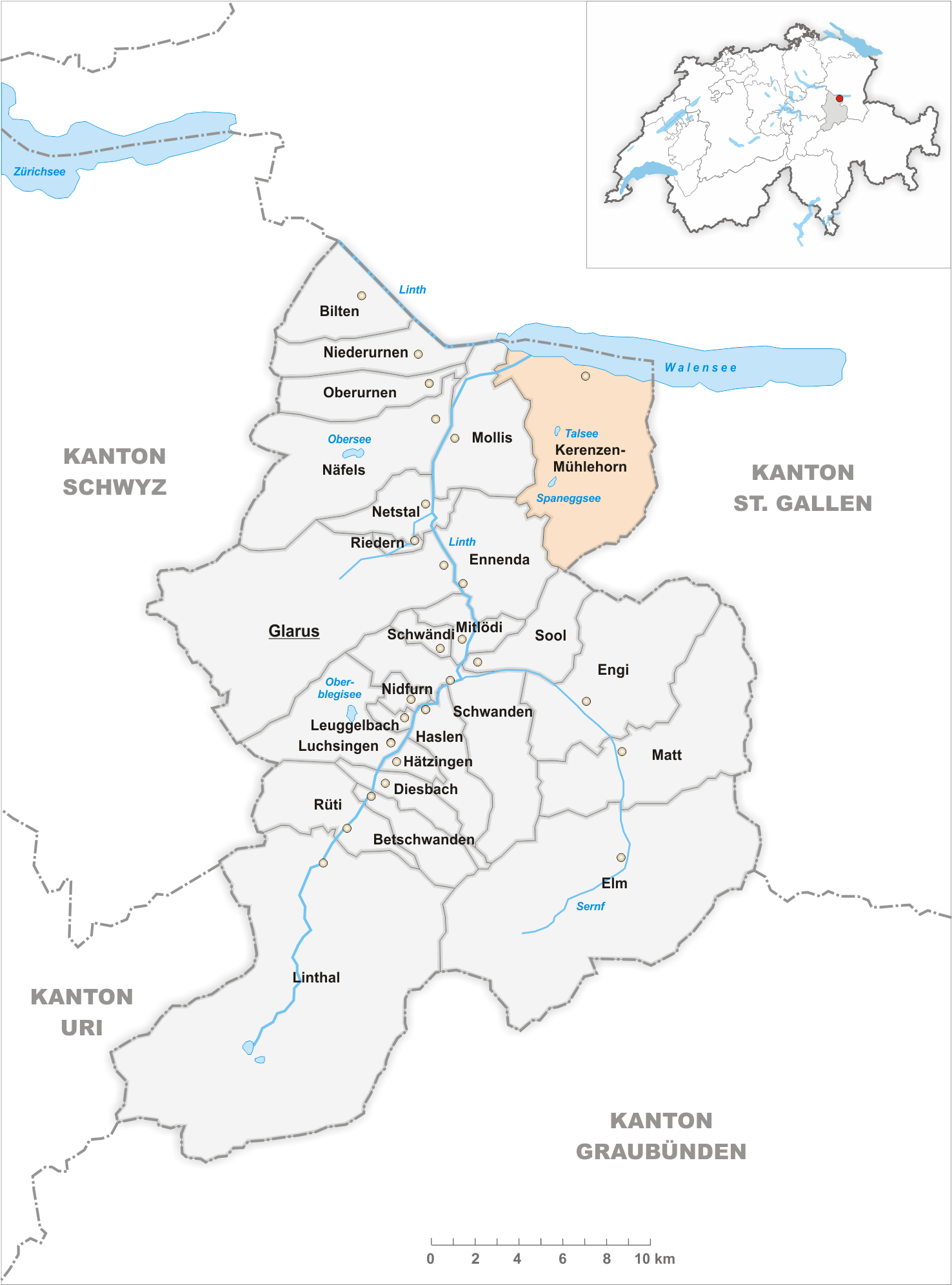
Gemeindestand vor der Aufteilung am 1. Januar 1887

Kerenzen-Mühlehorn war bis zum 31. Dezember 1886 eine politische Gemeinde am Südufer des Walensees. 1887 wurde Kerenzen-Mühlehorn in die Gemeinden Filzbach, Mühlehorn und Obstalden aufgeteilt, die seit 2011 zur Gemeinde Glarus Nord gehören. Die Gegend wird auch heute noch als Kerenzerberg bezeichnet.